# Triệu Hâm Hâm
Triệu Hâm Hâm (赵鑫鑫) (biệt danh: Triệu Lục Kim, tiếng Trung 赵六金) sinh ngày 29 tháng 6 năm 1988, người huyện Ôn Lĩnh tỉnh Chiết Giang, là 1 kỳ thủ cờ tướng Trung Quốc.
Khi còn nhỏ Triệu Hâm Hâm là học trò của Vu Ấu Hoa. Sau một thời gian được chuyển sang tập huấn cùng Đông đạo chủ của Triết Giang kỳ hội là Đặc cấp đại sư Trần Hàn Phong kỳ nghệ thăng tiến cực nhanh. Triệu Hâm Hâm đã nhiều lần giành chức vô địch giải trẻ toàn tỉnh cũng như toàn quốc Trung Quốc..
Tháng 8 năm 2002, tại Giải vô địch cờ tướng trẻ quốc gia được tổ chức tại Phúc Châu, Triệu Hâm Hâm đã giành vị trí số 1 trong nhóm 16 tuổi của nam và giành giải cờ tướng quốc gia. Vào tháng 9 năm 2007, Triệu Hâm Hâm đã giành chức vô địch trong Cuộc thi Cá nhân Cờ tướng Quốc gia được tổ chức tại Hohhot, Trung Quốc và được thăng cấp lên Đại kiện tướng Cờ tướng Quốc gia Trung Quốc.